# Sénateurs désignés par le Parlement valencien
Les sénateurs désignés par le Parlement valencien représentent la Communauté valencienne au Sénat espagnol.

## Normes et désignation
La faculté pour chaque communauté autonome de désigner un ou plusieurs sénateurs au Sénat, conçu comme une chambre de représentation territoriale, est énoncée à l'article 69, alinéa 5, de la Constitution espagnole de 1978. La désignation est régie par l'article 22 du statut d'autonomie de la Communauté valencienne, par la loi valencienne 9/2010 relative à la désignation des sénateurs et par le règlement du Parlement valencien,.
Tout citoyen jouissant de ses droits civils et politiques et ayant la qualité de citoyen valencien peut désigné élu sénateur. Après la tenue des élections régionales et la constitution du Parlement, le bureau du Parlement dispose d'un délai de 30 jours pour fixer le nombre de sénateurs à désigner en tenant compte de la population de droit au moment des dernières élections sénatoriales. Les sièges sont ensuite répartis proportionnellement entre les groupes parlementaires selon la loi d'Hondt. En cas d'égalité, le siège est attribué en faveur du groupe n'ayant pas encore de sénateur attitré ou, à défaut, au groupe ayant eu le plus de voix lors des dernières élections régionales. Les modifications postérieures apportées à la composition des groupes ne sont pas de nature à modifier cette répartition. Les groupes sont ensuite chargés de présenter leurs candidats et leurs suppléants respectifs dans le délai imparti par le bureau. Après avis de la commission du Statut des députés, la liste est soumise au vote de l'ensemble des députés ; chaque député ne pouvant voter que pour une seule candidature. En cas de vacance d'un titulaire, son suppléant le remplace immédiatement. En cas d'absence ou de renonciation du suppléant, le groupe dont est issu le sénateur démissionnaire est chargé de proposer un nouveau candidat. 
La dissolution du Parlement met fin au mandat des sénateurs désignés, ceux-ci restent néanmoins en poste jusqu'à la désignation des nouveaux sénateurs. En cas de dissolution du Sénat, les sénateurs désignés restent en place sans nécessité d'un nouveau vote.

## Synthèse
| AP        |       | 1 | 1 | 1 |   |   |   |   |   |   |   |   |   |   |  |  |  |
| PSOE      |       | 3 | 3 | 3 | 2 | 2 | 2 | 2 | 2 | 2 | 2 | 1 | 2 | 2 |  |  |  |
| PP        |       |   |   |   | 2 | 2 | 3 | 3 | 3 | 3 | 4 | 2 | 1 | 2 |  |  |  |
| Podemos   |       |   |   |   |   |   |   |   |   |   |   | 1 |   |   |  |  |  |
| Compromís |       |   |   |   |   |   |   |   |   |   |   | 1 | 1 | 1 |  |  |  |
| Cs        |       |   |   |   |   |   |   |   |   |   |   | 1 | 1 |   |  |  |  |
| Vox       |       |   |   |   |   |   |   |   |   |   |   |   |   | 1 |  |  |  |
|           |       |   |   |   |   |   |   |   |   |   |   |   |   |   |  |  |  |
| Total     | Total | 4 | 4 | 4 | 4 | 4 | 5 | 5 | 5 | 5 | 6 | 6 | 5 | 6 |  |  |  |

## Législatures

### Ire
| Parti | Parti               | Sénateurs désignés          | Voix |
| ----- | ------------------- | --------------------------- | ---- |
| PSOE  |                     | José Alfonso Albert Sanjosé | 69   |
| PSOE  | Manuel Carbó Juan   |                             | 69   |
| PSOE  | Ángel Luna González |                             | 69   |
| AP    |                     | José Cholbi Diego           | 69   |

- Désignation : 27 juillet 1983.

| Parti | Parti                     | Sénateurs désignés          | Voix |
| ----- | ------------------------- | --------------------------- | ---- |
| PSOE  |                           | José Alfonso Albert Sanjosé | 44   |
| PSOE  | Manuel Carbó Juan         | 44                          |      |
| PSOE  | José Joaquín Moya Esquivá | 43                          |      |
| AP    |                           | José Miguel Ortí Bordás     | 17   |

- Désignation : 10 juillet 1986.

### IIe
| Parti | Parti                    | Sénateurs désignés      | Voix |
| ----- | ------------------------ | ----------------------- | ---- |
| PSOE  |                          | Manuel Carbó Juan       | 67   |
| PSOE  | Alfonso Arenas Ferriz    |                         | 67   |
| PSOE  | Manuel Martínez Sospedra |                         | 67   |
| AP    |                          | José Miguel Ortí Bordás | 56   |

- Désignation : 9 novembre 1988.

### IIIe
| Parti | Parti                   | Sénateurs désignés      | Voix |
| ----- | ----------------------- | ----------------------- | ---- |
| PSOE  |                         | Manuel Carbó Juan       | 44   |
| PSOE  | Felipe Guardiola Sellés |                         | 44   |
| PP    |                         | José Miguel Ortí Bordás | 28   |
| PP    | Miquel Ramón i Quiles   |                         | 28   |

- Désignation : 19 septembre 1991.

### IVe
| Parti | Parti                   | Sénateurs désignés             | Voix |
| ----- | ----------------------- | ------------------------------ | ---- |
| PP    |                         | Vicente Liliano Ferrer Roselló | 50   |
| PP    | José Miguel Ortí Bordás | 49                             |      |
| PSOE  |                         | Antonio García Miralles        | 32   |
| PSOE  | Joan Lerma i Blasco     | 31                             |      |

- Désignation : 26 juillet 1995.
- José Miguel Ortí (PP) est remplacé en décembre 1996 par José Rafael García-Fuster y González-Alegre avec 42 voix favorables.

### Ve
| Parti | Parti                            | Sénateurs désignés  | Voix |
| ----- | -------------------------------- | ------------------- | ---- |
| PP    |                                  | Juan Seva Martínez  | 49   |
| PP    | Vicente Liliano Ferrer Roselló   |                     | 49   |
| PP    | Diego Ladislao Castell Campesino |                     | 49   |
| PSOE  |                                  | Joan Lerma i Blasco | 33   |
| PSOE  | Antonio García Miralles          |                     | 33   |

- Désignation : 28 juillet 1999.
- Juan Seva (PP) est remplacé en juillet 2002 par Eduardo Zaplana Hernández-Soro avec 49 voix.

### VIe
| Parti | Parti                            | Sénateurs désignés             | Voix |
| ----- | -------------------------------- | ------------------------------ | ---- |
| PP    |                                  | Eduardo Zaplana Hernández-Soro | 47   |
| PP    | José Cholbi Diego                |                                | 47   |
| PP    | Diego Ladislao Castell Campesino |                                | 47   |
| PSOE  |                                  | Joan Lerma i Blasco            | 35   |
| PSOE  | Antonio García Miralles          |                                | 35   |

- Désignation : 25 juin 2003.
- Eduardo Zaplana (PP) est remplacé en mars 2004 par Juan Antonio Rodríguez Marín.

### VIIe
| Parti | Parti                          | Sénateurs désignés           | Voix |
| ----- | ------------------------------ | ---------------------------- | ---- |
| PP    |                                | Juan Antonio Rodríguez Marín | 54   |
| PP    | Andrea Fabra Fernández         |                              | 54   |
| PP    | Julio Francisco de España Moya |                              | 54   |
| PSOE  |                                | Joan Lerma i Blasco          | 42   |
| PSOE  | Juan Andrés Perelló Rodríguez  |                              | 42   |

- Désignation : 17 juillet 2007.
- Andrea Fabra (PP) est remplacée en mars 2008 par Alfonso Gustavo Ferrada Gómez avec 49 voix favorables.
- Juan Andrés Perelló (PSOE) est remplacé en novembre 2009 par Leire Pajín Iraola avec 38 voix favorables.

### VIIIe
| Parti | Parti                         | Sénateurs désignés             | Voix |
| ----- | ----------------------------- | ------------------------------ | ---- |
| PP    |                               | Julio Francisco de España Moya | 54   |
| PP    | Alfonso Gustavo Ferrada Gómez |                                | 54   |
| PP    | Gerardo Camps Devesa          |                                | 54   |
| PSOE  |                               | Joan Lerma i Blasco            | 33   |
| PSOE  | José María Ángel Batalla      |                                | 33   |

- Désignation : 30 juin 2011.
- Gerardo Camps (PP) est remplacé en novembre 2011 par Juan Antonio Rodríguez Marín.

| Parti | Parti | Sénateurs désignés    | Voix |
| ----- | ----- | --------------------- | ---- |
| PP    |       | Juan José Ortiz Pérez | 52   |

- Désignation supplémentaire en raison de l'augmentation du nombre de sénateurs à désigner : 9 décembre 2011.

### IXe
| Parti     | Parti              | Sénateurs désignés  | Voix |
| --------- | ------------------ | ------------------- | ---- |
| PP        |                    | Alberto Fabra Part  | 31   |
| PP        | Rita Barberá Nolla |                     | 31   |
| PSOE      |                    | Joan Lerma i Blasco | 23   |
| Compromís |                    | Carles Mulet García | 17   |
| Cs        |                    | Luis Crisol Lafront | 13   |
| Podemos   |                    | Pilar Lima Gozálvez | 13   |

- Désignation : 22 juillet 2015.
- Rita Barberá (PP) est remplacée en novembre 2016 par Antonio Ángel Clemente Oliver.

### Xe
| Parti     | Parti                 | Sénateurs désignés    | Voix |
| --------- | --------------------- | --------------------- | ---- |
| PSOE      |                       | Joan Lerma i Blasco   | 27   |
| PSOE      | Josefina Bueno Alonso |                       | 27   |
| PP        |                       | Alberto Fabra Part    | 19   |
| Cs        |                       | Emilio Argüeso Torres | 17   |
| Compromís |                       | Carles Mulet García   | 16   |

- Désignation : 26 juin 2019.
- Josefina Bueno (PSOE) est remplacée en juin 2022 par Gloria Isabel Calero Albal avec 45 voix favorables.

### XIe
| Parti     | Parti                         | Sénateurs désignés       | Voix |
| --------- | ----------------------------- | ------------------------ | ---- |
| PP        |                               | Gerardo Camps Devesa     | 53   |
| PP        | Teresa María Belmonte Sánchez |                          | 53   |
| Vox       |                               | Fernando Carbonell Tatay | 53   |
| PSOE      |                               | Ximo Puig Ferrer         | 31   |
| PSOE      | Rocío Briones Morales         |                          | 31   |
| Compromís |                               | Enric Morera i Català    | 10   |

- Désignation : 27 juillet 2023.
- Ximo Puig (PSOE) est remplacé le 20 février 2024 par Eva María Redondo Gamero.